# L'arrivista
L'arrivista (La Race des seigneurs) è un film del 1974 diretto da Pierre Granier-Deferre.

## Trama
Julien Dandieu, un ambizioso deputato e segretario nazionale di un piccolo partito, ha l'occasione di diventare ministro durante una crisi di governo. Per convincere il suo partito, schierato a sinistra, ad entrare in una maggioranza di centro-destra, deve però vincere le resistenze del suo rivale Savarin, convinto della necessità di restare all'opposizione. Julien alla fine riesce, a caro prezzo, a ottenere il consenso di Savarin con l'aiuto del suo consigliere Dominique e l'intervento dell'influente Renèe Vibert, vedova del fondatore del partito, della quale Julien, in gioventù, era stato amante.
Julien vive un difficile rapporto con la ricca moglie, malata di depressione, e con il figlio, ribelle e arrogante, ma soprattutto con Creezy, modella di fama internazionale, con la quale ha da tempo una relazione segreta. Proprio durante l'ascesa di Julien verso il governo, la relazione con Creezy, stanca di essere trascurata, prende una piega negativa: durante una telefonata, lui le promette che divorzierà e la sposerà, ma la ragazza gli intima di raggiungerlo subito come prova delle sue intenzioni. Subito dopo avere chiuso la telefonata, Dominique comunica a Julien che l'accordo con cui diventerà ministro è concluso e che il Presidente della Repubblica lo aspetta all'Eliseo per sottoscrivere la sua nomina. Julien chiama allora Creezy, ma la ragazza, avendo capito tutto, oramai disillusa, non risponde e, in un momento di disperazione, si suicida. Subito dopo avere giurato nelle mani del Presidente, Julien va da Creezy, ma è troppo tardi.

## Critica
(Achille Valdata)